# العلاقات المالديفية الليتوانية
العلاقات المالديفية الليتوانية هي العلاقات الثنائية التي تجمع بين المالديف وليتوانيا.

## مقارنة بين البلدين
هذه مقارنة عامة ومرجعية للدولتين:
| وجه المقارنة                                              | المالديف       | ليتوانيا                                                    |
| --------------------------------------------------------- | -------------- | ----------------------------------------------------------- |
| المساحة (كم2)                                             | 298            | 65.30 ألف                                                   |
| عدد السكان (نسمة)                                         | 436.33 ألف     | 2.79 مليون                                                  |
| الكثافة السكانية (ن./كم²)                                 | 146.42 ألف     | 42.73                                                       |
| العاصمة                                                   | ماليه          | فيلنيوس، كاوناس                                             |
| اللغة الرسمية                                             | اللغة الديفهي  | اللغة الليتوانية                                            |
| العملة                                                    | روفيه مالديفية | ليتاس ليتواني، يورو                                         |
| الناتج المحلي الإجمالي (بليون دولار)                      | 4.60 مليار     | 47.17 مليار                                                 |
| الناتج المحلي الإجمالي (تعادل القوة الشرائية) بليون دولار | 5.23 مليار     | 84.06 مليار                                                 |
| الناتج المحلي الإجمالي الاسمي للفرد دولار أمريكي          | 8.39 ألف       | 14.15 ألف                                                   |
| الناتج المحلي الإجمالي للفرد دولار أمريكي                 | 12.53 ألف      | 27.69 ألف                                                   |
| مؤشر التنمية البشرية                                      | 0.706          | 0.839                                                       |
| رمز المكالمات الدولي                                      | +960           | +370                                                        |
| رمز الإنترنت                                              | .mv            | .lt                                                         |
| المنطقة الزمنية                                           | ت ع م+05:00    | ت ع م+02:00، ت ع م+03:00، أوروبا/فيلنيوس ‏، توقيت شرق أوروبا |

## منظمات دولية مشتركة
يشترك البلدان في عضوية مجموعة من المنظمات الدولية، منها:
| علم المنظمة | اسم المنظمة                        | تاريخ انضمام المالديف | تاريخ انضمام ليتوانيا |
| ----------- | ---------------------------------- | --------------------- | --------------------- |
|             | وكالة ضمان الاستثمار متعدد الأطراف | 19 مايو 2005          | 8 يونيو 1993          |
|             | منظمة الشرطة الجنائية الدولية      | ?                     | ?                     |
|             | منظمة حظر الأسلحة الكيميائية       | ?                     | ?                     |
|             | منظمة التجارة العالمية             | ?                     | ?                     |
|             | الأمم المتحدة                      | 21 سبتمبر 1965        | 17 سبتمبر 1991        |
|             | مؤسسة التمويل الدولية              | 2 فبراير 1983         | 15 يناير 1993         |
|             | يونسكو                             | 18 يوليو 1980         | 7 أكتوبر 1991         |
|             | مؤسسة التنمية الدولية              | 13 يناير 1978         | 23 سبتمبر 2011        |
|             | البنك الدولي للإنشاء والتعمير      | 13 يناير 1978         | 6 يوليو 1992          |
|             | الاتحاد البريدي العالمي            | ?                     | ?                     |
|             | الاتحاد الدولي للاتصالات           | 28 فبراير 1967        | 1 يوليو 1923          |

## وصلات خارجية
- موقع وزارة الخارجية المالديفية
- موقع وزارة الخارجية الليتوانية